# Rare Earth
Rare Earth ist eine US-amerikanische Rockband aus Detroit.
Ursprünglich 1961 gegründet, machte die Band 1967 als The Sunliners die ersten Aufnahmen, änderte jedoch bald den Namen in Rare Earth. Zu dieser Zeit bestand die Band aus Pete Rivera (Schlagzeug und Leadvocals) (eigentlich Peter Hoorelbeke), Gil Bridges (Saxofon und Gesang), John Parrish (Bass), Rod Richards (Gitarre) und Kenny James (Keyboards); danach wechselte die Besetzung häufig.
Rare Earth hatte seit den 1960ern etliche Top-Ten-Hits, darunter (I Know) I’m Losing You und vor allem Get Ready (1969). Mit einer 21-minütigen Version des für die Temptations geschriebenen Titels sicherte sich die Band einen Platz in der Rock-Geschichte, die noch von der fast 24 Minuten langen Version auf dem Live-Album „In Concert“ von 1971 getoppt wurde. Ihr Hit I Just Want to Celebrate wurde in einem Werbespot von Ford benutzt und erschien 2005 in einer überarbeiteten Fassung auf dem Sampler MotownReMixed.
Dass Rare Earth als Band mit weißen Musikern bei Tamla Motown unter Vertrag stand, sagt viel über ihren bevorzugten Musikstil aus, der in den 60er Jahren vom schwarzen Soul ihrer Labelkollegen geprägt war. Rare Earth ergänzte Elemente aus Rock und Psychedelic Rock und wird von vielen Kritikern und Musikern als sehr wichtig für Funk und Funkrock bezeichnet. Letzteres ist das Genre, dessen Entstehung sie entscheidend mit prägten.
Der musikalische Einfluss von Rare Earth zeigt sich darin, dass Samples der Band bis heute in verschiedenen Aufnahmen anderer Bands und Musiker verwendet werden, so z. B. in Derelict von Beck, Try Counting Sheep von Black Sheep, Tale of Five Cities von Peanut Butter Wolf, Faith von Scarface, Real N****z Don’t Die von N.W.A, Smiling Faces von KRS-One und What’s Going On von Eric B. & Rakim.
Die Band tourt auch heute noch, vor allem durch die USA. Von der ursprünglichen Besetzung war bis 2021 nur noch der Saxophonist Gil Bridges dabei. Drei ehemalige Mitglieder sind in der Zwischenzeit verstorben: John Parrish, Mark Olson und Edward „Eddie“ Guzman. Pete Rivera, Schlagzeuger und ehemaliger Leadsinger ist auch heute noch aktiv.
Gil Bridges verstarb am 8. Dezember 2021.

## Diskografie

### Alben
| Jahr | Titel            | Höchstplatzierung, Gesamtwochen, AuszeichnungChartsChartplatzierungen (Jahr, Titel, Platzierungen, Wochen, Auszeichnungen, Anmerkungen) | Anmerkungen |
| Jahr | Titel            | US | Anmerkungen |
| ---- | ---------------- | --- | ----------- |
| 1969 | Get Ready        | US12 Platin · (77 Wo.)US |             |
| 1970 | Ecology          | US15 Gold · (49 Wo.)US |             |
| 1971 | One World        | US28 (25 Wo.)US |             |
| 1972 | Willie Remembers | US90 (20 Wo.)US |             |
| 1973 | Ma               | US65 (23 Wo.)US |             |
| 1975 | Back To Earth    | US59 (11 Wo.)US |             |
| 1977 | Rare Earth       | US187 (6 Wo.)US |             |
| 1978 | Band Together    | US156 (6 Wo.)US |             |

Weitere Veröffentlichungen
- 1968: Dreams/Answers
- 1969: Generation (Soundtrack)
- 1976: Midnight Lady
- 1978: Grand Slam
- 1982: Tight and Hot
- 1993: Different World
- 2008: A Brand New World

### Livealben
| Jahr | Titel                 | Höchstplatzierung, Gesamtwochen, AuszeichnungChartsChartplatzierungen (Jahr, Titel, Platzierungen, Wochen, Auszeichnungen, Anmerkungen) | Anmerkungen |
| Jahr | Titel                 | US | Anmerkungen |
| ---- | --------------------- | --- | ----------- |
| 1971 | Rare Earth in Concert | US29 Gold · (21 Wo.)US |             |

Weitere Veröffentlichungen
- 1974: Live in Chicago
- 1989: Made in Switzerland
- 2004: Rock ’n’ Roll Greats RARE EARTH in concert!
- 2008: Rare Earth Live

### Kompilationen
- 1975: Masters of Rock
- 1976: Disque d’Or
- 1981: Motown Superstar Series, Vol. 16
- 1988: Get Ready/Ecology
- 1991: Greatest Hits & Rare Classics
- 1994: Earth Tones: Essential
- 1995: Anthology: The Best of Rare Earth
- 1995: Rare Earth featuring Peter Rivera
- 1998: The Very Best of Rare Earth
- 2001: 20th Century Masters - The Millennium Collection: The Best of Rare Earth
- 2004: The Collection
- 2005: Get Ready and More Hits
- 2006: Best of Rare Earth
- 2008: Fill Your Head: The Studio Albums 1969-1974

### Singles
| Jahr | Titel Album                                   | Höchstplatzierung, Gesamtwochen, AuszeichnungChartsChartplatzierungen (Jahr, Titel, Album, Platzierungen, Wochen, Auszeichnungen, Anmerkungen) | Anmerkungen |
| Jahr | Titel Album                                   | US | Anmerkungen |
| ---- | --------------------------------------------- | --- | ----------- |
| 1970 | Get Ready                                     | US4 Gold · (20 Wo.)US |             |
| 1970 | (I Know) I’m Losing You Ecology               | US7 (14 Wo.)US |             |
| 1970 | Born To Wander Ecology                        | US17 (11 Wo.)US |             |
| 1971 | I Just Want to Celebrate One World            | US7 (13 Wo.)US |             |
| 1971 | Hey Big Brother                               | US19 (10 Wo.)US |             |
| 1972 | What’d I Say                                  | US61 (5 Wo.)US |             |
| 1972 | Good Time Sally Willie Remembers              | US67 (8 Wo.)US |             |
| 1972 | We’re Gonna Have a Good Time Willie Remembers | US93 (3 Wo.)US |             |
| 1978 | Warm Ride                                     | US39 (11 Wo.)US |             |

Weitere Veröffentlichungen
- 1969: Generation, Light Up The Sky
- 1971: Someone To Love
- 1971: Any Man Can Be a Fool
- 1973: Ma
- 1973: Hum Along and Dance
- 1973: Big John Is My Name
- 1974: Chained
- 1975: Keepin’ Me Out of the Storm
- 1975: It Makes You Happy
- 1976: Midnight Lady